# Павичевич, Борка
Борка Павичевич (серб. Борка Павићевић; 1947 — 30 июня 2019) — сербский деятель культуры, драматург и театральный режиссёр.

## Биография
Родилась в черногорском городе Котор в 1947 году в семье Вуко Павичевича, профессора этики на факультете философии Белградского университета и его супруги Сони.
Когда ей был один год, семья переехала в Белград. Здесь Борка окончила школу и поступила в Белградскую десятую гимназию. Затем продолжила образование в Академии театра, кино, радио и телевидения, окончив в 1971 году факультет драматического искусства. В 1976 году на этом же факультете окончила магистратуру.

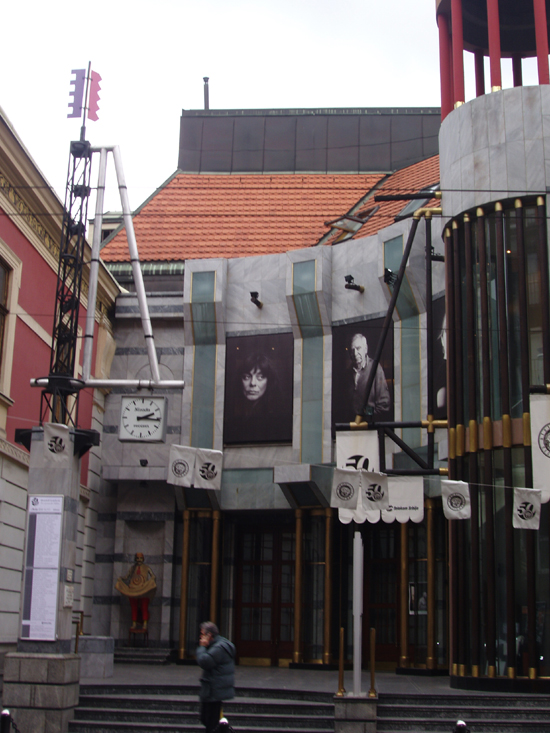
Ателье 212

В течение десяти лет Борка Павичевич был драматургом в театре Ателье 212. Затем основала в 1981 году театр «Нове сензибилности» при Белградском пивоваренном заводе. С 1984 по 1991 год она участвовала в художественном движении KPGT (Kazaliste Pozoriste Gledalisce Teatar). Работала драматургом и художественным руководителем Белградского драматического театра, пока ее не уволили в 1993 году из-за политических взглядов. Также она работала в БИТЕФ (Београдски интернационални театарски фестивал), являлась соучредителем общественной организации Белградский круг. Была газетным обозревателем, работала журналистом, имела свою колонку в газете «Сегодня».
Павичевич основала в 1994 году Центр дезактивации культуры (Центар за културну деконтаминацију), посвящённый катарсису, где было организовано более 5000 мероприятий, выставок, акций протеста и лекций. Она является одной из подписавших декларацию Движения гражданского сопротивления (Покрета грађанског отпора) в 2012 году и  соавтором книги «Белград, мой Белград» («Београд, мој Београд»).
Борка Павичевич была сторонником либерализма и пацифизма. Удостоена многих наград, включая премию Отто Рене Кастильо за политический театр (2000 год), премию Хиросимы За мир и культуру (2004 год), премию Osvajanje slobode Фонда Майи Маршичевич Тасич (Maja Maršićević Tasić, 2005 год) и премию Routes Award Европейского фонда культуры (2009/2010 годы). Также награждена французским орденом Почётного легиона (2001 год).
Жила в Белграде. Замужем за адвокатом по правам человека Николой Баровичем (Никола Баровић), у них есть сын Йован (Јован).